# Aglaia pleuropteris
Espèce
Statut de conservation UICN

 CR D : 
En danger critique
Aglaia pleuropteris est une espèce de plantes de la famille des Meliaceae.

## Publication originale
- Flore Forestière de la Cochinchine t. 341A. 1897.